# Zeventien Provinciën

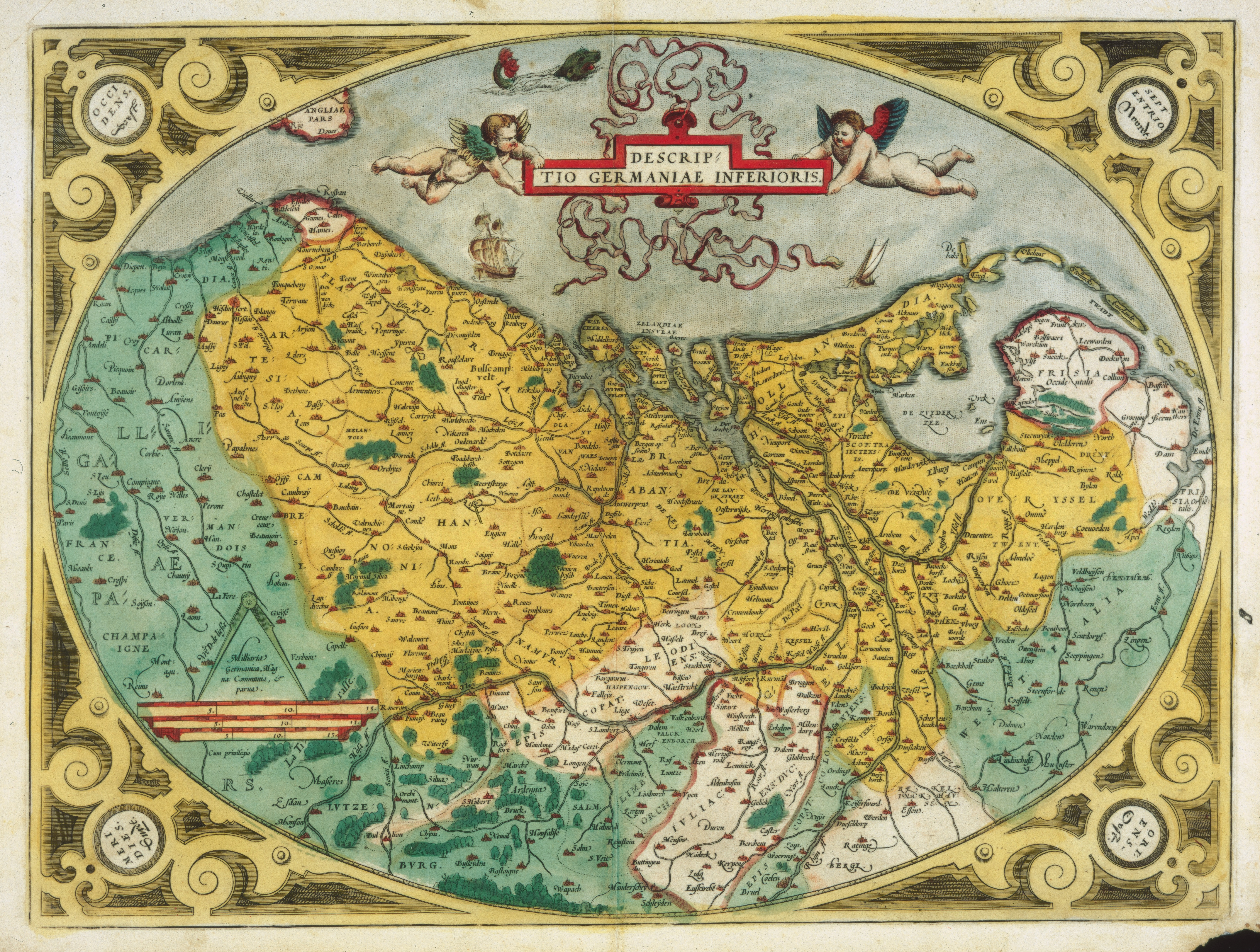
Kaart van Abraham Ortelius uit 1573, een van de oudste kaarten met daarop de Nederlanden

De Zeventien Provinciën was een term waarmee de Habsburgse Nederlanden tussen circa 1543 tot 1585 werden aangeduid. Nadat keizer Karel V in 1543 het hertogdom Gelre had ingelijfd, was er een min of meer aaneengesloten en afgerond geheel van landsheerlijkheden ontstaan.
Alleen in het zuidelijke deel vormden het prinsbisdom Luik en het abdijvorstendom Stavelot-Malmedy nog grote enclaves, verder waren er talrijke kleinere enclaves zoals Ravenstein en Culemborg, naast grensstreken zoals het Kamerijkse en de heerlijkheid Borculo. Zij hoorden tot de Nederrijns-Westfaalse Kreits. 
Middels de Transactie van Augsburg (1548) en de Pragmatieke Sanctie (1549) werden dus de Habsburgse territoria gesmeed tot een politieke eenheid binnen de Bourgondische Kreits met een gemeenschappelijke erfopvolging onder het huis Habsburg. Dit geheel van Nederlandse gewesten werd sindsdien ook wel aangeduid als 'de Zeventien Provinciën' of als pars pro toto ook wel 'Vlaanderen (Flandes)'. 

## Grondgebied

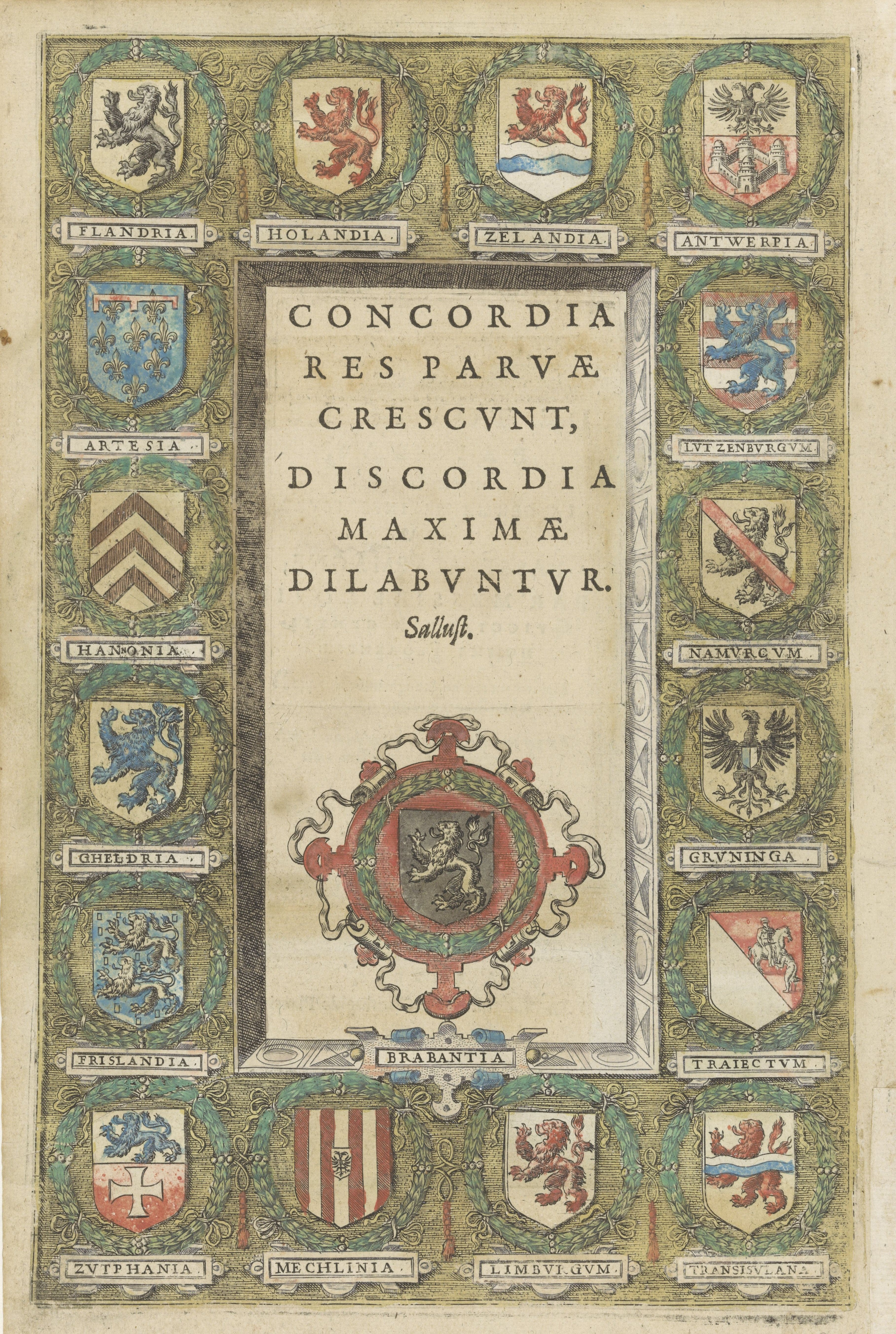
Wapens van de Zeventien Provinciën, 1582

Op 25 oktober 1555 tijdens de troonafstand van Karel V als heer der Nederlandse gewesten waren dit de provinciën:
| Wapen                | Naam                                        | Latijnse Naam | Ontwikkelingen |
| -------------------- | ------------------------------------------- | ------------- | --- |
| Zeventien Provinciën |                                             |               | |
|                      | graafschap Holland                          | Holandia      | Grondgebied geïntegreerd in de Verenigde Provinciën in 1581. |
|                      | graafschap Zeeland                          | Zelandia      | Gekoppeld aan het graafschap Holland. Grondgebied geïntegreerd in de Verenigde Provinciën in 1581.                                                                             |
|                      | graafschap Vlaanderen                       | Flandria      | Inclusief Rijsels-Vlaanderen (de kasselrijen Rijsel, Dowaai en Orchies). Doornik en het Doornikse (sinds 1521) nominaal bij Vlaanderen.                                        |
|                      | graafschap Artesië                          | Artesia       | Definitief afgestaan aan Frankrijk in 1659 door de Vrede van de Pyreneeën. Behalve Aire en Sint-Omaars, afgestaan met de Vrede van Nijmegen.                                   |
|                      | graafschap Henegouwen                       | Hannonia      | |
|                      | graafschap Namen                            | Namurcum      | |
|                      | graafschap Zutphen                          | Zutphania     | Sinds 1543. Gekoppeld aan het hertogdom Gelre. Grondgebied geïntegreerd in de Verenigde Provinciën in 1581 en opnieuw geïntegreerd in 1591.                                    |
|                      | hertogdom Brabant                           | Brabantia     | Een deel van het grondgebied ging over naar de Verenigde Provinciën. |
|                      | hertogdom Luxemburg                         | Lutzenburgum  | |
|                      | hertogdom Limburg en de landen van Overmaas | Limburgum     | Gekoppeld aan het hertogdom Brabant. |
|                      | hertogdom Gelre                             | Gheldria      | Sinds 1543. Grondgebied geïntegreerd in de Verenigde Provinciën in 1581; behalve een deel.                                                                                     |
|                      | heerlijkheid Overijssel                     | Transisulana  | In het Latijn, Transisulania. Inclusief Drente (kaart van 1658). Lingen, Wedde en Westwoldingerland (sinds 1528). Grondgebied geïntegreerd in de Verenigde Provinciën in 1591. |
|                      | heerlijkheid Groningen en Ommelanden        | Gruninga      | Sinds 1536. Grondgebied volledig geïntegreerd in de Verenigde Provinciën in 1594.                                                                                              |
|                      | heerlijkheid Friesland                      | Frislandia    | Sinds 1524. Grondgebied geïntegreerd in de Verenigde Provinciën in 1581. |
|                      | heerlijkheid Utrecht                        | Traiectum     | Sinds 1528. Grondgebied geïntegreerd in de Verenigde Provinciën in 1581. |
|                      | heerlijkheid Mechelen                       | Mechlinia     | Grondgebied van de Verenigde Provinciën tussen 1581-1585. |
|                      | markgraafschap Antwerpen                    | Antwerpia     | Gekoppeld aan het hertogdom Brabant. Verloren door de Verenigde Provinciën in 1585.                                                                                            |

## Herkomst van de naamZeventien Provinciën

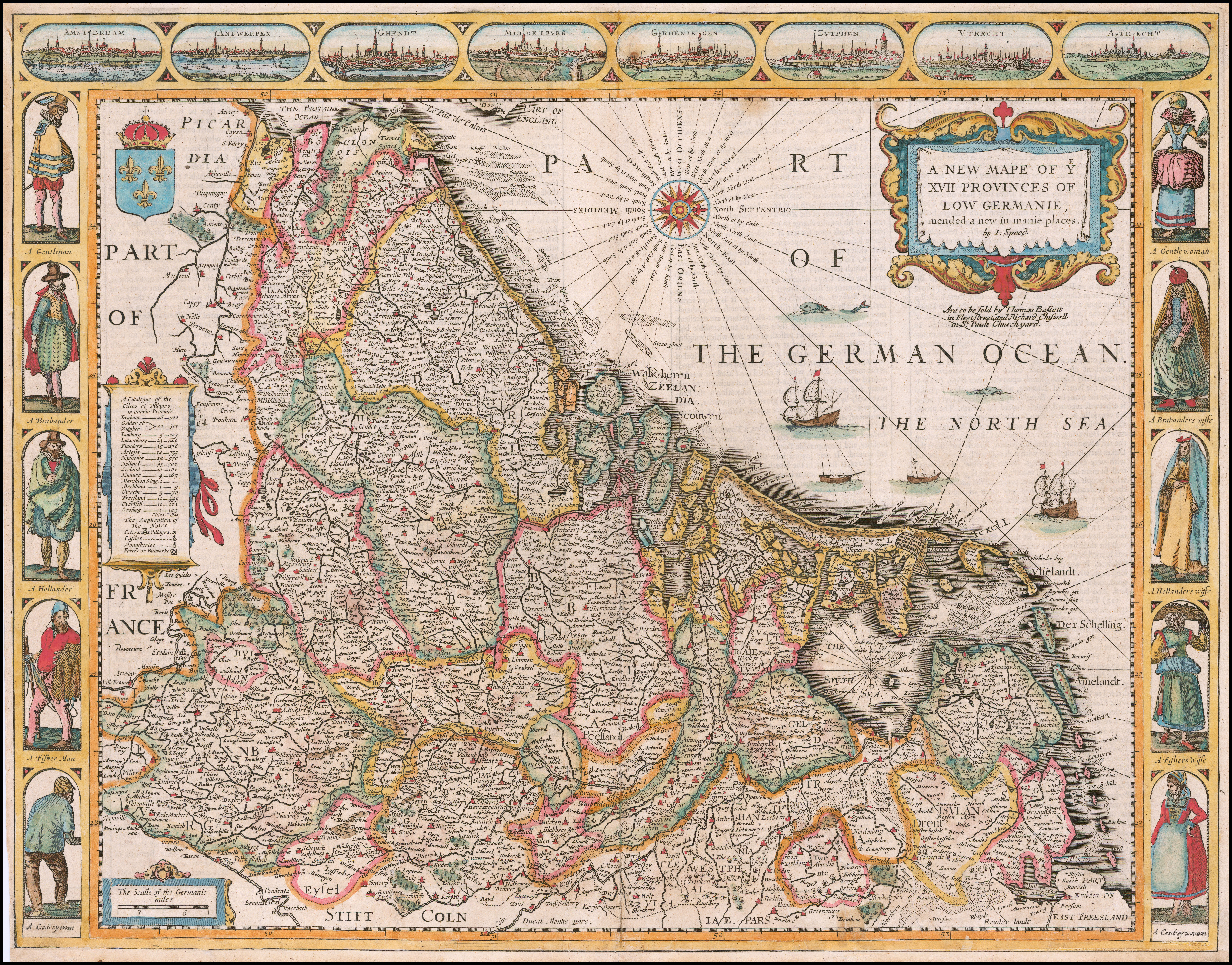
Engelse kaart van de Zeventien Provinciën der Nederlanden (Low Germanie)

Tot dit gebied behoorden aanvankelijk vier hertogdommen, zeven graafschappen en tien heerlijkheden. De in de inleiding genoemde opsomming stond bovendien niet geheel vast. Zeventien was op een zeker moment het aantal statenvertegenwoordigers bij de Staten-Generaal in Brussel en dat getal zou mede vanwege het symbolische karakter ervan gehandhaafd zijn. Maar het aantal vertegenwoordigingen van de Provinciën was niet stabiel, omdat een bepaalde heerlijkheid soms afhing van een andere. Zo hoorde Zutphen bij Gelre en Limburg bij Brabant, hoewel Karel V de titel van graaf van Zutphen apart voerde. Het markiezaat Antwerpen, Doornik of Rijsels-Vlaanderen had bovendien bij tijd en wijle een eigen delegatie.
Over de exacte betekenis van het getal zeventien bestaat geen brede wetenschappelijke consensus. Wim Blockmans noemt het in een bijdrage aan Geschiedenis van de Nederlanden onduidelijk waar het getal zeventien op ziet. Hij voert aan dat het woord Provinciën veel belangrijker is: het zou een toespeling zijn op de provincies in het Romeinse Rijk. De wens bestond om de oude vorstendommen als provincies in een eenheidsstaat te laten opgaan.

## Het ontstaan van de Zeventien Provinciën
De politiek van het bijeenvoegen van gebieden in de Nederlanden was begonnen onder de Bourgondische hertogen door middel van vererving, huwelijken en verovering. Via het huwelijk tussen Maria van Bourgondië en keizer Maximiliaan I in 1477 gingen de landen over naar het huis Habsburg en werd het proces voortgezet. In 1506 erfde de minderjarige Karel V de Habsburgse Nederlanden. Zijn tante Margaretha van Oostenrijk (1506-1530) werd de landvoogdes van de Nederlanden.
In 1528 onderwierp het sticht Utrecht (ruwweg de huidige provincies Utrecht en Overijssel omvattend) zich aan Karel V ter bescherming tegen invallen van de hertog van Gelre. Acht jaar later volgde de heerlijkheid Groningen en de landschap Drenthe. Ten slotte wist Karel V na afloop van de Gelderse Oorlogen in 1543 ook het hertogdom Gelre onderdeel te maken van de Habsburgse Nederlanden.
Door middel van de Transactie van Augsburg in 1548 werden de Zeventien Provinciën in de Bourgondische Kreits tot één staatkundig geheel geconsolideerd en werden nagenoeg geheel losgemaakt uit het Heilige Roomse Rijk. Een versterking van de dynastieke positie van het huis Habsburg in de Habsburgse Nederlanden.

## Het stedelijk particularisme in de Nederlanden

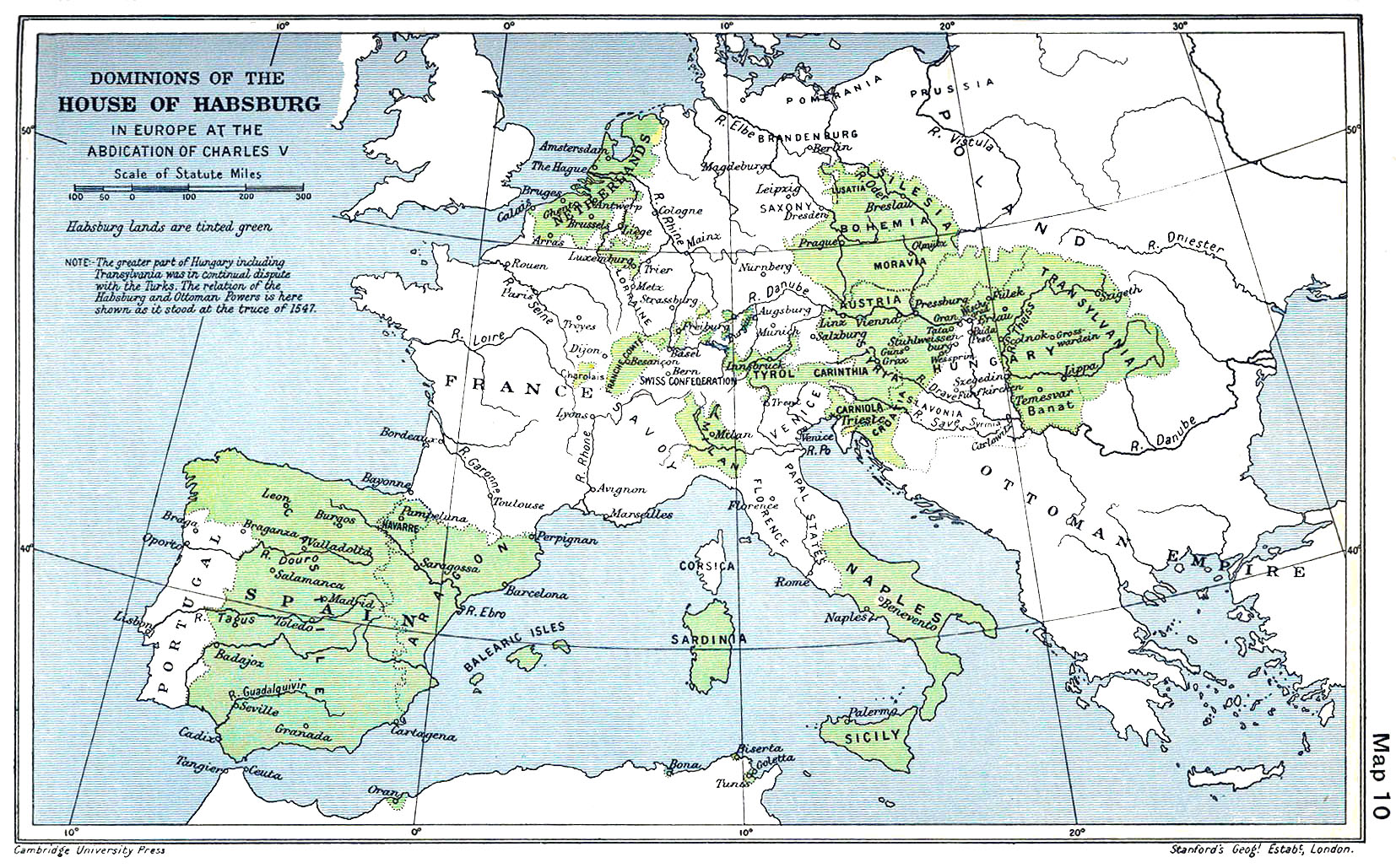
In groen: het Habsburgse Rijk onder Karel V.

In de 15e eeuw ondervonden de Bourgondische hertogen al weerstand van het stedelijk particularisme tegen de centralisatiepolitiek. Vooral in het  graafschap Vlaanderen leidde dit tot opstanden, zoals de Vlaamse Opstand tegen Maximiliaan van 1482 tot 1492. De vader van Maximiliaan, keizer Frederik III, stuurde Duitse troepen naar Gent en Brugge. Als reactie hierop sloten Brabant en de Hoeken zich aan bij de Vlamingen. Jan III van Egmont dwong echter in juni 1489 Rotterdam tot overgave en in juli 1492 gaf Gent zich over aan Albrecht van Saksen.
Naast landsheer van de Habsburgse Nederlanden was keizer Karel V echter ook keizer van het Heilige Roomse Rijk. Zijn expansiepolitiek, de Italiaanse Oorlogen (1494-1559), bracht hem in conflict met Frans I van Frankrijk. Deze oorlogen zorgden voor een toenemende belastingdruk op de rijke Nederlanden, vooral in Vlaanderen; in de periode 1552-1556 steeg de rente in Antwerpen tot 48,8%, wat de economie ondermijnde. In 1554 kwam het tot onlusten in Antwerpen. De druk van het imperium leidde in Gent al tot opstand in 1540, maar Karel V wist de Gentse Opstand neer te slaan, waarna de privileges van de stad ontnomen werden, een duidelijke waarschuwing voor andere steden.
Tijdens de Gelderse Oorlogen (1502-1543) kreeg de hertog van Gelre Karel steun van de Fransen. Hollandse schepen moesten constant gekonvooieerd worden doordat Karel van Gelre samenwerkte met de Friese kaper en krijgsheer Grote Pier. Deze methode van kaapvaart werd later voortgezet door de watergeuzen tijdens de Tachtigjarige Oorlog (1568-1648).

## Religieuze reformatie en contrareformatie
Aan het eind van de 14e eeuw kwam de Moderne Devotie op. Dit was een spirituele beweging binnen de middeleeuwse Kerk die de nadruk legde op de innerlijke ontwikkeling van het individu. De beweging ontstond door ontevredenheid over de misstanden in de Kerk. De beweging begon in de IJsselstreek, van daaruit verspreidde ze zich via handelssteden als Deventer en Zwolle over de hele wereld van de Hanze, met name in het noorden en oosten van Duitsland. De Moderne Devotie zorgde voor een verandering in denken. Dit creëerde een voedingsbodem voor het Bijbels humanisme – in navolging van de humanisten uit Italië – en de Reformatie, die allereerst vaste voet aan de grond kreeg in Duitsland (Saksen). Als reactie op de Reformatie ontstond de Contrareformatie.
Het gedachtegoed van de Reformatie verspreidde zich aanvankelijk vanuit de meest verstedelijkte delen van de Nederlanden, waaronder Doornik en Valencijn, vanwaaruit het al snel Antwerpen bereikte. In 1521 werd Luther in de kerkelijke ban gedaan en vervolgens tijdens de Rijksdag van Worms in de rijksban gedaan. Al in 1523 vonden de eerste ketterverbrandingen in de Nederlanden plaats en werden de augustijner monniken, Jan van Essen en Hendrik Voes, op de Grote Markt van Brussel terechtgesteld. Zij hadden in Antwerpen het woord van Luther verspreid.
Ook in Duitsland vonden naar aanleiding van de Reformatie schermutselingen plaats. Dit leidde tot de oprichting van het Schmalkaldisch Verbond in 1531, waarin Duitse protestantse vorsten ijveren voor de erkenning van de nieuwe Duitse godsdienst, het lutheranisme. Hoewel dit aanvankelijk succesvol leek, wist de keizer Karel V in 1541 landgraaf Filips I van Hessen voor zich te winnen en later ook hertog Maurits van Saksen. Omdat het Verbond nu verlamd was, besloot de keizer het religievraagstuk met geweld op te lossen en voerde van 1546 tot 1547, geallieerd met paus Paulus III, het hertogdom Beieren en dus enkele overgelopen protestantse vorsten, de Schmalkaldische Oorlog. Het Schmalkaldisch Verbond verloor de strijd maar toch werd in 1555 de Godsdienstvrede van Augsburg getekend, die uitging van het principe cuius regio, eius religio: van wie het land is, is ook de godsdienst. Dit hield in dat iedere rijksvorst besliste welke godsdienst in zijn gebied opgelegd werd en hij daardoor ook de beheerder van de kerkgoederen was. De godsdienstvrede maakte definitief en officieel een einde aan de geloofseenheid in het Heilige Roomse Rijk, waarvan feitelijk al enige tijd geen sprake meer was.
Hoewel de oorlog en de daaropvolgende vrede niet direct te maken hadden met de Nederlanden, werd hierdoor wel heel duidelijk dat het mogelijk was om af te wijken van het rooms-katholieke geloof. Vooral in de Zuidelijke Nederlanden kreeg het protestantisme naar de leer van Frans-Zwitserse theoloog Johannes Calvijn (calvinisme) een grote aanhang. Het lutheranisme, dat aanvankelijk sterker stond in het noorden en vooral het oosten van de Nederlanden, werd er in de tweede helft van de 16e eeuw door verdrongen.
In 1550 vaardigde Karel V in de Nederlanden het Bloedplakkaat uit. Hiermee werd het drukken, schrijven, verspreiden en bezitten van ketterse boeken en afbeeldingen, het bijwonen van ketterse bijeenkomsten, het prediken van een tegendraadse religie en het huisvesten van ketters, met de doodstraf en inbeslagname van alle goederen bestraft. Een derde van de vervolgden waren de wederdopers of anabaptisten. Omdat ze zo sterk aan hun geloof vasthielden, wachtte hen de brandstapel.
De lokale machthebbers, de adel en de stadsbesturen, bleven overwegend katholiek, maar stonden voor een veel gematigder religieus beleid om ongeregeldheden met de grote protestantse minderheid te voorkomen. Vooral in de gewesten ver van Brussel, sinds 1531 het regeringscentrum, werd de anti-ketterijwetgeving vrijwel niet uitgevoerd. Dit was bijvoorbeeld het geval in Friesland, waar na 1559 de wetgeving zelfs helemaal niet meer werd toegepast. In Groningen werd het Bloedplakkaat van 1550 niet eens afgekondigd. Maar ook in Amsterdam werd tussen 1553 en 1567 geen enkel doodvonnis uitgevoerd. In Vlaanderen echter wist de inquisiteur Pieter Titelmans vele ketters op te pakken om deze tot de doodstraf te laten veroordelen.
In 1559 vaardigde paus Paulus IV de bul Super universas uit waarin een nieuwe bisschoppelijke indeling van de Nederlanden werd beschreven. Dit was een bijzonder impopulair plan, omdat men verwachtte dat hiermee ook de inquisitie vervangen zou worden door de Spaanse Inquisitie. Hierover deden gruwelijke verhalen (de zogenaamde zwarte legende) de ronde, die niet noodzakelijk waren gebaseerd op de realiteit, maar waarvan de geuzen wel profiteerden.

## Machtsoverdracht aan Filips II (1555)
Met de Transactie van Augsburg van 1548 bezegelde Karel V de uitbreiding van zijn bezittingen in de Nederlanden met de erkenning van de Zeventien Provinciën als de Bourgondische Kreits binnen het Heilige Roomse Rijk. In 1549 bepaalde Karel met de Pragmatieke Sanctie dat de Zeventien Provinciën steeds als één geheel overgeërfd moeten worden. In 1555 droeg Karel de regering van de Nederlanden over aan zijn zoon Filips II. De meeste vorsten bleven tot hun dood aan de macht, maar mogelijk voorzag hij de oppositie tegen de onbekende Filips. Karel leunde bij deze plechtigheid op de schouder van Willem van Oranje. De Nederlanden werden vanaf nu ook aangeduid als de Spaanse Nederlanden.

## Adel in conflict met de koning

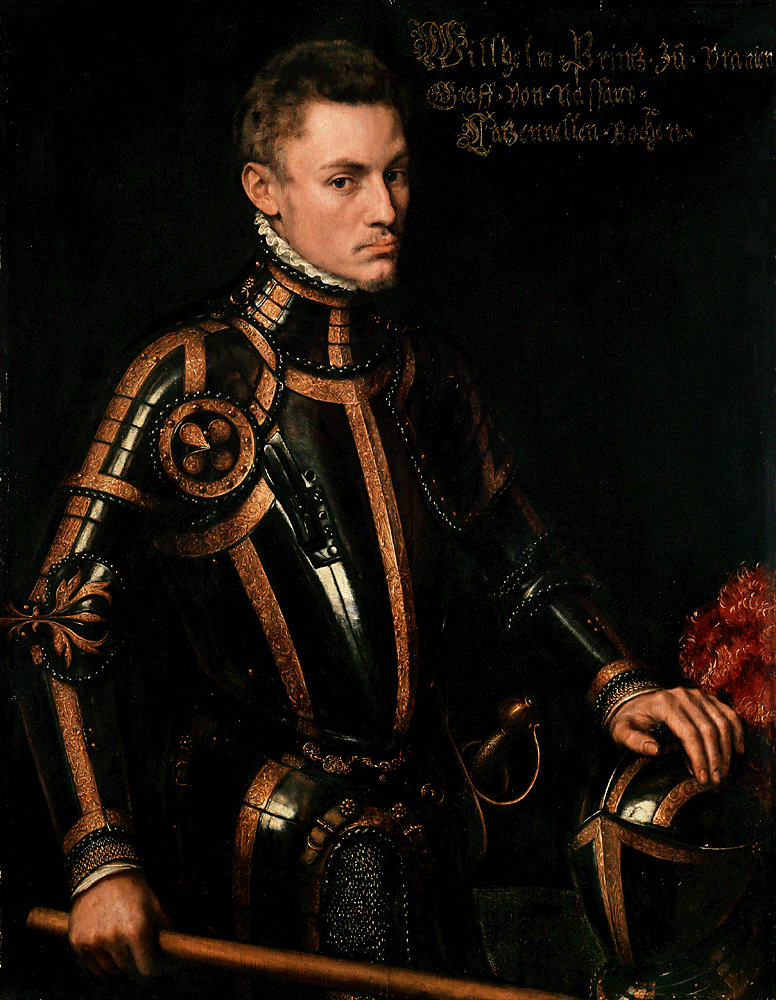
Willem van Oranje, de invloedrijkste edelman in de Nederlanden.

De religieuze tegenstellingen legden het constitutionele probleem bloot: had de koning absolute macht, of moest hij samenwerken met de hoge adel en de Staten-Generaal? De stadhouders en de hoge adel hadden onder Karel V en zijn zuster, landvoogdes Maria van Hongarije (1530-1555), veel van hun macht moeten inleveren ten bate van ambtelijke juristen. Na het aantreden van Margaretha van Parma als landvoogdes (1559-1567), richtte de hoge adel, onder anderen Willem van Oranje, Lamoraal van Egmont en Filips van Montmorency (Horne), zich vooral tegen haar adviseur Granvelle. Op 23 juli 1561 schreven Oranje en Egmont hun eerste protestbrief aan Filips. Nadat er een jaar later geen verandering was opgetreden, sloten zij zich aaneen in de Liga tegen Granvelle. In 1563 sloot de graaf van Horne zich aan bij de tweede protestbrief. In 1564 wisten ze Granvelle weg te werken, waarna hun invloed op de landvoogdes toenam. Hierna konden zij zich weer meer richten op de godsdienstkwestie.

## Economische malaise
Economisch waren er grote problemen. De Spaanse staatsschuld liep op van twee miljoen gulden in 1544 tot zeven miljoen in 1556. In 1557 schortte Filips II de rentebetalingen op. Dit was een van de eerste van een serie Spaanse staatsbankroeten en had als gevolg dat de Zuid-Duitse bankiers en Antwerpse kleine spaarders geruïneerd werden.
Vlaanderen en Artesië waren in die tijd sterk geïndustrialiseerd, waarbij de lakennijverheid domineerde. Deze was sterk afhankelijk van de wolimport uit koninkrijk Engeland en een blokkade hiervan zorgde direct voor een grote werkloosheid onder handelaren en ambachtslieden. In de eeuwen daarvoor had dit al geregeld voor opstanden gezorgd en ook nu was er weer een handelsoorlog met Engeland. De protestantse Elizabeth I van Engeland kondigde in 1563 een uitvoerverbod af, waardoor de Engelse wolstapel uit Antwerpen werd gehaald.
Daarnaast viel in 1564 door de zware winter (tijdens de kleine ijstijd) de oogst in Frankrijk en de Nederlanden tegen. En door de Zevenjarige Oorlog tussen Denemarken en Zweden) werd eind april 1565 de zeestraat de Sont verbinding met de Oostzee ook nog eens gesloten. Hoewel de zeestraat na twee maanden weer geopend werd onder druk van Polen – deze bondgenoot van Denemarken zag de graanhandel van Danzig verstoord worden – steeg de graanprijs, mede door speculaties, en brak er de winter van 1565 en 1566 een hongersnood uit in de Nederlanden.
De combinatie van economische malaise, particularisme en religieuze onderdrukking zorgde voor grote onlusten.

## Begin van de opstand (1566-1576)

### Smeekschrift der Edelen

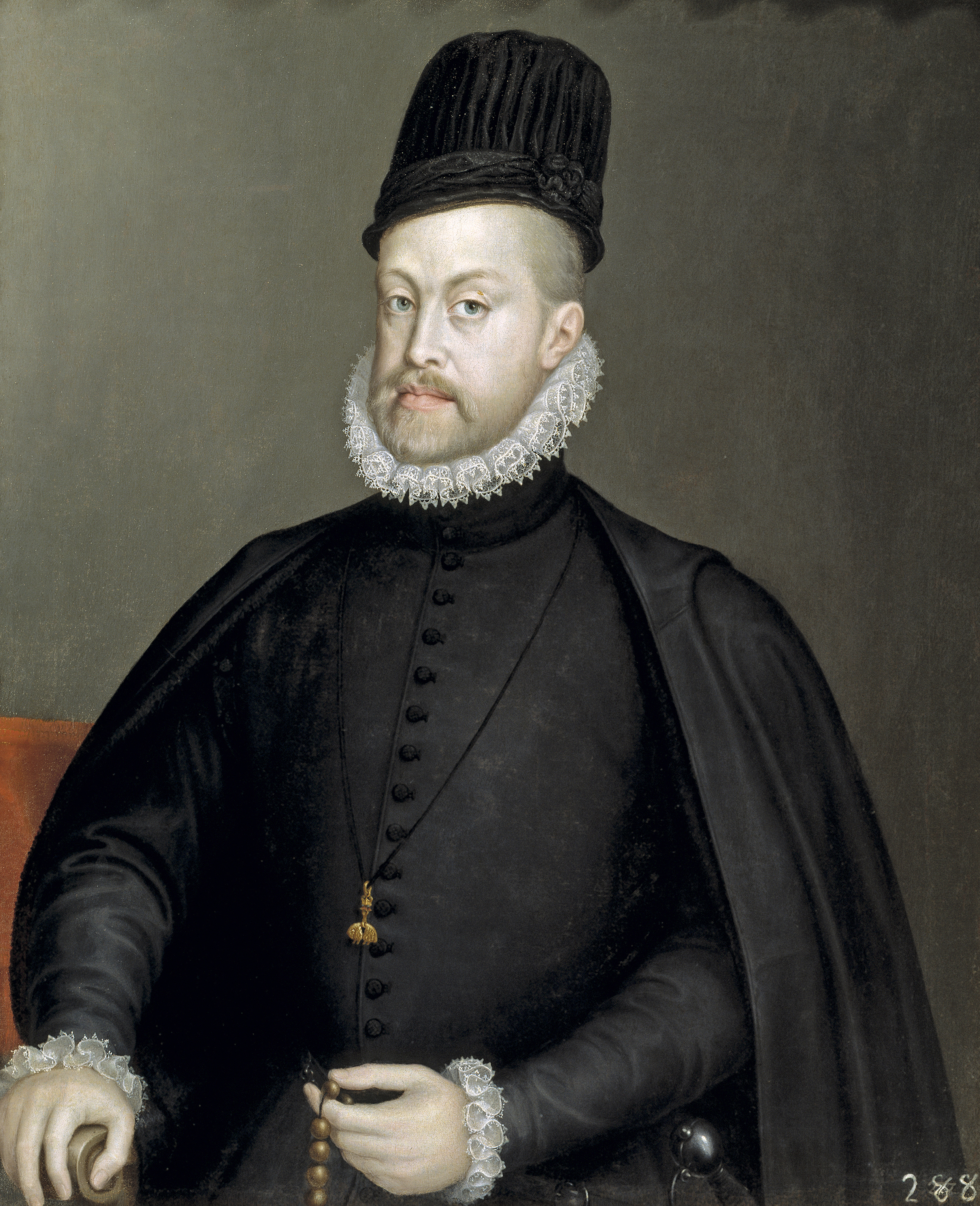
Filips II, koning van Castilië en Aragon (Spanje) en heer der Nederlanden.

Nadat Filips II de onverkorte tenuitvoerlegging van de ketterplakkaten had bevolen aan zijn halfzus Margaretha in de brieven uit het bos van Segovia, verbond de lagere adel zich in 1565 in het Eedverbond der Edelen. Deze edelen boden in 1566 - het wonderjaar of hongerjaar – op 5 april de landvoogdes een Smeekschrift der Edelen aan, om tot verzachting van de vervolgingen te komen. Bij deze gelegenheid zou Karel van Berlaymont tegen Margaretha de beroemde woorden N'ayez pas peur Madame, ce ne sont que des gueux ("Wees niet bang mevrouw, het zijn slechts bedelaars") gezegd hebben, waarna de edelen dit overnamen als erenaam en geuzenpenningen en bedelnappen gingen dragen.
Floris van Montmorency, de baron van Montigny, die in 1562 al eens als woordvoerder van de Raad van State naar Spanje was afgereisd over het beleid van kardinaal Antoine Perrenot de Granvelle, bracht het smeekschrift nu met Jan van Glymes, de markies van Bergen op Zoom, naar de koning. Beiden overleden daar in gevangenschap, Montigny zeer waarschijnlijk door wurging in 1570.

### Hagenpreken en Beeldenstorm
Gedurende de tijd die nodig was om met Filips in Spanje te communiceren over het smeekschrift, schortte Margaretha van Parma de vervolgingen op, wat door de lokale bestuurders ruimer werd geïnterpreteerd dan zij bedoeld had. Naar aanleiding hiervan keerden gevluchte protestanten terug, waarna zij tussen mei en augustus begonnen met hagenpreken. Vanaf 10 augustus tot oktober 1566 raasde de Beeldenstorm door de Lage Landen, de Nederlandse Opstand was uitgebroken.

## Het einde van de Zeventien Provinciën met de Val van Antwerpen (1585)
Met de Acte van Verlatinghe van 1581 scheidden de Noordelijke Nederlanden van de Zuidelijke Nederlanden. Met de Val van Antwerpen volgde pas de feitelijke scheiding en officieel werd de scheiding tussen de Republiek der Zeven Verenigde Nederlanden en de Spaanse Nederlanden bekrachtigd door de Vrede van Münster in 1648.